# تاناکا یوکی
تاناکا یوکی (به ژاپنی: 田中 利幸, Tanaka Toshiyuki)؛ زادهٔ ۲۶ مهٔ ۱۹۴۹) تاریخ‌نگار اهل ژاپن است. او به‌طور گسترده دربارهٔ زنان آسایشگر نوشته‌است.